# Jin-young
Jinyoung (tiếng Hàn: 진영) cũng có khi phiên âm thành Jin-yeong hoặc Jean-young là một tên Triều Tiên, và có thể dùng cho cả nam lẫn nữ.

## Một số nhân vật nổi tiếng tên Jinyoung
- Choi Jin-yeong (1970–2010), ca sĩ nhạc pop và diễn viên Hàn Quốc
- Hong Jin-young (born 1985), ca sĩ nhạc trot Hàn Quốc
- Jang Jin-young (1974–2009), nữ diễn viên Hàn Quốc
- Jung Jin-young (born 1964), nam diễn viên Hàn Quốc
- Jung Jinyoung (sinh 1991), ca nhạc sĩ nhạc pop Hàn Quốc, thành viên của B1A4
- Lee Jin-Young (sinh 1980), cầu thủ bóng chày Hàn Quốc, chơi cho đội LG Twins
- Park Jin-young (sinh 1972), ca nhạc sĩ nhạc pop Hàn Quốc kiêm chủ tịch JYP Entertainment
- Jr., tên khai sinh Park Jin-young (sinh 1994), ca sĩ Hàn Quốc, thành viên nhóm Got7